# Compania Monștrilor
Compania Monștrilor (titlu original Monsters, Inc.) este un film de animație din anul 2001 și lansat de Walt Disney Pictures. John Musker și Ron Clements sunt producătorii executivi. Este co-regizat de Chris Buck și Randy Fullmer, în distribuție regăsindu-se John Goodman, Billy Crystal, Steve Buscemi, James Coburn și Jennifer Tilly.
Premiera românească a avut loc pe 1 martie 2002, în varianta subtitrată, ulterior filmul fiind disponibil și pe DVD și Blu-Ray din 10 decembrie 2007.

## Dublaj în limba română
- Pavel Bartoș- Randall [2]